# Команданте
Команда́нте (исп. comandante) — воинское звание в испаноязычных странах (также означает в ряде случаев «комендант», «командир», например, командир воздушного судна). В испанской армии звание считается равнозначным званию майора, в венесуэльской армии — званию подполковника. Аналог французского звания коммандант. Изначально в испанской армии этим термином обозначался старший из капитанов — командиров рот, который получал временную власть над двумя или более ротами и их командирами.
В период революции на Кубе в 1957—1959 годах — высшее звание среди повстанцев, которые намеренно не присваивали друг другу более высокого воинского звания, чем майор. Самые известные — Фидель Кастро, Рауль Кастро, Че Гевара, Хуан Альмейда Боске, Камило Сьенфуэгос. Звание команданте носил президент Гвинеи-Бисау Жуан Бернарду Виейра. Звание «команданте» также считается высшим воинским званием Революционных вооруженных сил Колумбии (ФАРК). Это звание носил Главнокомандующий ФАРК Мануэль Маруланда. Также звание Команданте носил глава Венесуэлы Уго Чавес.